# Rockers (film 1978)
Rockers è un film del 1978 diretto da Ted Bafaloukos.
Fu presentato alla Quinzaine des Réalisateurs del 32º Festival di Cannes.
Il film inizia come un omaggio a Ladri di biciclette di Vittorio De Sica per poi diventare una reinterpretazione in chiave reggae del mito di Robin Hood.

## Trama
Horsemouth, un batterista che vive nel "ghetto" di Kingston progetta di guadagnare di più iniziando a vendere e a distribuire dischi. Compra una motocicletta per portare i dischi ai vari sound system sparsi per l'isola.

## Produzione
Nel film recitano molti famosi artisti reggae: il batterista Leroy "Horsemouth" Wallace, Burning Spear, Gregory Isaacs, Big Youth, Dillinger, Jacob Miller, il sassofonista Richard 'Dirty Harry' Hall, il bassista Robbie Shakespeare, Kiddus I, Leroy Smart, il dj/producer Jack Ruby, Ashley "Higher" Harris, Trevor 'Leggo Beast' Douglas, Bongo Herman, il dj Jah Wise, Errol Brown, Prince Hammer, Theophilus 'Easy Snapping' Beckford, Phylip 'John Dread' Richards, Dr. Alimantado e il producer Joe Gibbs.
Rockers in origine doveva essere un documentario ma fu "convertito" in un film vero e proprio e mostra la cultura reggae nei suoi aspetti più alti. Infatti nel film la cultura e i caratteri sono autentici: il protagonista, il batterista Leroy "Horsemouth" Wallace, ad esempio, è mostrato nella vita di tutti i giorni, a casa con la propria famiglia.
Non a caso, il rockers è il nome di una variante del reggae che dominò nella seconda metà degli anni settanta. Gli studi di registrazione mostrati sono i famosi Harry J Studios dove negli anni settanta registrarono molti artisti roots reggae, incluso Bob Marley. Brani dei dialoghi del film furono usati nella canzone jungle dei primi anni 90 Babylon di Splash.
Il Patois giamaicano parlato nel film  è sottotitolato in inglese.

### Colonna Sonora
La colonna sonora del film è divenuta nel tempo un disco cult per gli amanti del genere. Contiene infatti numerose canzoni famose e amate dai sound system di tutto il mondo. Le canzoni: Slave Master di Gregory Isaacs, Tenement Yard di Jacob Miller, Graduation in Zion di Kiddus I e Jah No Dead di Burning Spear sono interpretate nel film dai cantanti stessi.
Gli altri pezzi che compongono la colonna sonora sono: Rockers (Bunny Wailer), Book of rules (The Heptones), Money Worries (The Maytones), Police and thieves (Junior Murvin), We 'a' Rockers (Inner Circle), Natty take over (Justin Hinds), Satta Massagana (Third World), Dread Lion (The Upsetters), Stepping Razor (Peter Tosh), Fade Away (Junior Byles) e Man in the street (Rockers All Stars).